# Fredy Tanghe
Fredy Tanghe (Aalter, 11 mei 1953) is een Belgische voormalig politicus voor Gemeentebelangen en Groep9910.

## Levensloop
Tanghe woont in deelgemeente Knesselare, nadat hij zijn jeugd had doorgebracht in de wijk Hoeksken in de deelgemeente Ursel. Tanghe was geruime tijd wielrenner bij de liefhebbers, waar hij ook enkele overwinningen behaalde. Hij combineerde dit met een 32-jarige loopbaan bij het bedrijf Alcatel te Gent.
Reeds bij de gemeenteraadsverkiezingen van 1976 werd Fredy Tanghe verkozen als gemeenteraadslid. Het waren de eerste gezamenlijke verkiezingen van Knesselare en Ursel, als gevolg van de fusie van gemeenten die op 1 januari 1977 in België werden doorgevoerd. In 1983 werd hij schepen. Hij stond telkens op de kieslijst Gemeentebelangen van zijn voorganger Antoine Schrans. In 2006 werd over de partijgrenzen heen de nieuwe lijst Groep 9910 gevormd. Tanghe werd de lijsttrekker en won met zijn partij de verkiezingen. Groep 9910 behaalde 12 van de 19 zetels. Op 1 januari 2007 werd hij aangesteld als burgemeester. Bij de gemeenteraadsverkiezingen van oktober 2012 behaalde hij met Groep 9910 de absolute meerderheid (14 van de 19 zetels).
In 2013 werd burgemeester Tanghe beschuldigd van aanranding. Hij zou drie volwassen mannen hebben aangerand, maar ontkende dat zelf. In 2014 werd hij in beroep veroordeeld. Omdat hij geen cassatieberoep aantekende, moest hij vijf jaar afstand doen van een deel van zijn burgerrechten, waaronder het recht om een openbaar ambt uit te oefenen. Daarom trad hij af als burgemeester en als gemeenteraadslid.